# Technologia chemiczna i inżynieria procesowa
Technologia chemiczna i inżynieria procesowa – wzajemnie dopełniające się dyscypliny naukowe, które dotyczą problemów projektowania, budowy i eksploatowania urządzeń i instalacji, umożliwiających prowadzenie procesów technologicznych – przekształcanie różnorodnych surowców w użyteczne produkty. Ze względu na nierozłączność obu dyscyplin są one często uznawane za jedną naukę, nazywaną np. ang. Chemical engineering lub ros. Химическая технология.

## Proces technologiczny jako obiekt badań

Katalityczny reforming ropy naftowej. Przykład procesu technologicznego

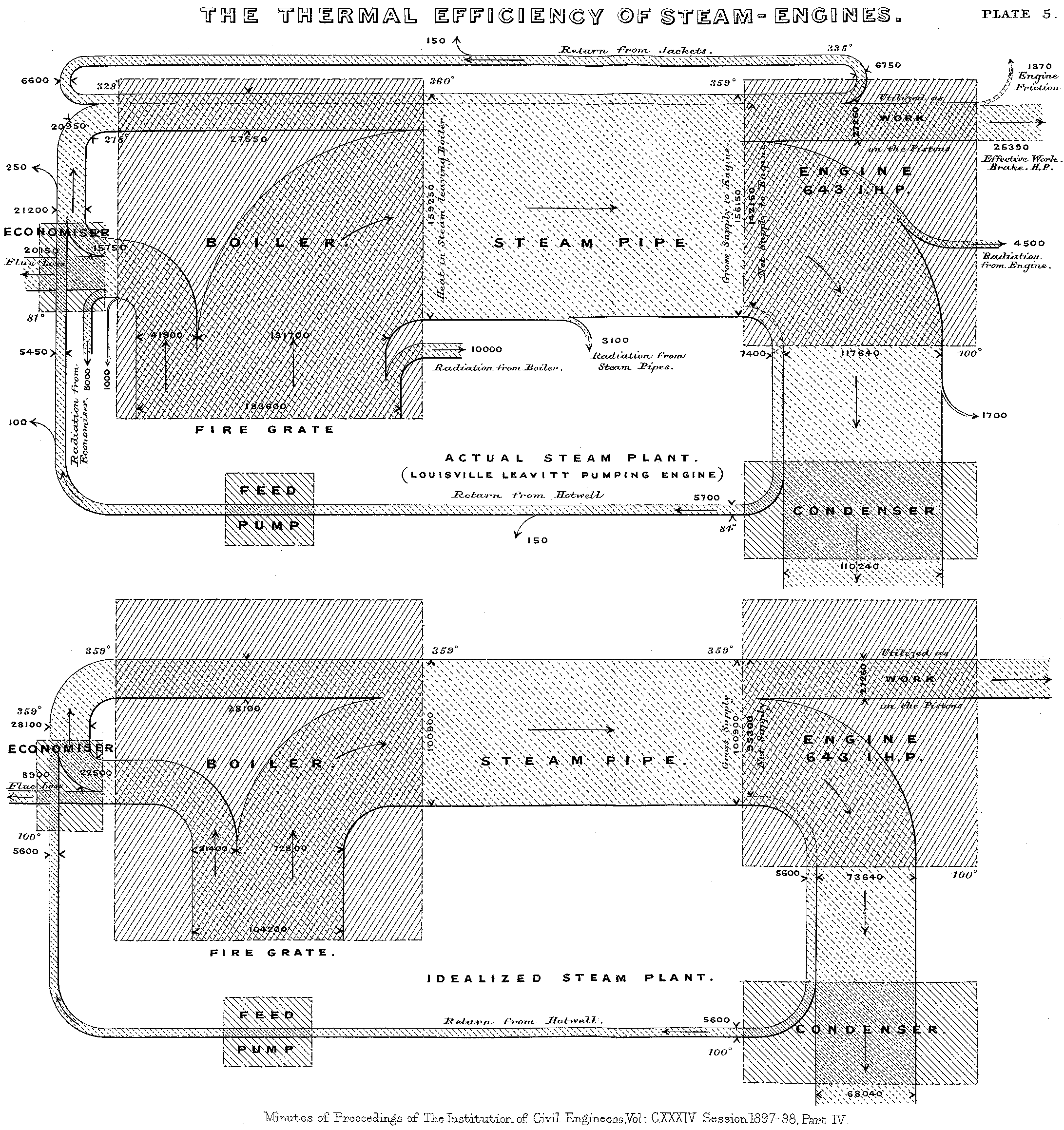
Przykład bilansu materiałowego
M. H. Sankey: The Thermal Efficiency of Steam Engines; Minutes of Proceedings of The Institution of Civil Engineers. Vol. CXXXIV, Session 1897-98. Part IV

Proces jest uporządkowanym zbiorem operacji jednostkowych i procesów jednostkowych, w tym:
- reakcji chemicznych
- procesów fizycznych

W różnych badanych obiektach, traktowanych jako układy termodynamiczne, reakcje chemiczne mogą być operacjami zasadniczymi albo zachodzą ubocznie, obok zasadniczych procesów fizycznych. Wśród tych procesów są wymieniane np. transport masy, wymiana cieplna, mieszanie i rozdzielanie mieszanin, np. z wykorzystaniem adsorpcji, absorpcji i desorpcji lub przemian fazowych (procesy destylacji i rektyfikacji, rekrystalizacji, ekstrakcji itp.).
Te same procesy i operacje jednostkowe mogą zachodzić zarówno w pojedynczych urządzeniach i małych instalacjach produkcyjnych, jak w dużych kombinatach chemicznych lub w układach kombinat–otoczenie (również w skali globalnej). Są analizowane z użyciem podobnych technik badawczych; ilustrują to przykłady metod modelowania kinetyki reakcji chemicznych w reaktorach chemicznych i w powietrzu atmosferycznym albo sposoby prezentacji bilansu energetycznego (zobacz: zasada zachowania energii) lub bilansu masy (zobacz: prawo zachowania masy) z użyciem wykresów Sankeya, odnoszone do węzłów instalacji przemysłowych lub do elementów środowiska naturalnego. Noszą one nazwę pochodzącą od nazwiska naukowca i inżyniera, który w końcu XIX w. przedstawił w ten sposób m.in. wyniki badań energetycznej sprawności silników parowych.

## Znaczenie pojęć technologia chemiczna, inżynieria chemiczna, inżynieria procesowa
Zakresy technologii chemicznej oraz inżynierii chemicznej i procesowej nie są jednoznacznie określone. Przedstawiciele tych dyscyplin nauk stosowanych wspólnie opracowują sposoby prowadzenia procesów technologicznych, w których zasadniczą rolę odgrywają albo operacje i procesy fizyczne, albo chemiczne. Gromadzą i wykorzystują wiedzę ogólną (podstawową), która pozwala powiększać skalę produkcji od laboratoryjnej do przemysłowej bez konieczności budowania kosztownych instalacji doświadczalnych, ćwierćtechnicznych i półtechnicznych. Budując podstawy rozwoju różnych gałęzi przemysłu (np. przemysł chemiczny, energetyka, przemysł spożywczy, przemysł włókienniczy) łączą nauki:
– podstawowe, takie jak np. chemia (np. chemia organiczna, nieorganiczna, fizyczna), biochemia, fizyka,
– stosowane, jak np. mechanika, automatyka, ekonomia, inżynieria produkcji, inżynieria środowiska, ochrona środowiska,
z praktyką produkcji.
Na potrzebę skoordynowania prac inżynierów mechaników i chemików, pracujących w zakładach przemysłowych, w Stanach Zjednoczonych zwrócono uwagę w końcu XIX wieku. W 1908 roku utworzono American Institute of Chemical Engineers. W innych krajach taki kierunek badań prowadzono w ramach dyscypliny „technologia chemiczna” (ściśle związane z mechaniką działy „inżynieria chemiczna” lub „inżynieria procesowa”).
Współcześnie nauki, które odpowiadają zakresem historycznej Chemical engineering, noszą różne nazwy, zależne od dziejów wyodrębniania się tej dyscypliny w różnych krajach, np.:
- fr. Génie chimique, port. Engenharia química, wł. Ingegneria chimica, słow. Chemické inžinierstvo,
- ros. Химическая технология, łot. Ķīmijas tehnoloģija, lit. Cheminė technologija, niderl. Chemische technologie.

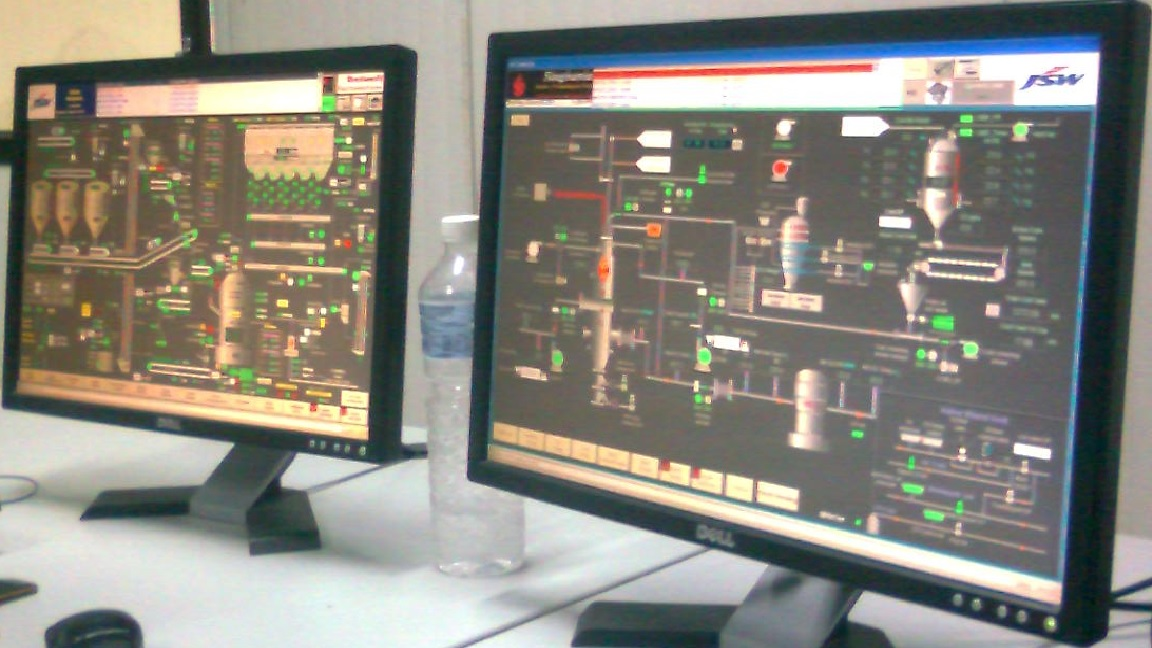
Projektowanie i prowadzenie procesów produkcji wymaga stosowania złożonych modeli matematycznych i specjalistycznych programów komputerowych

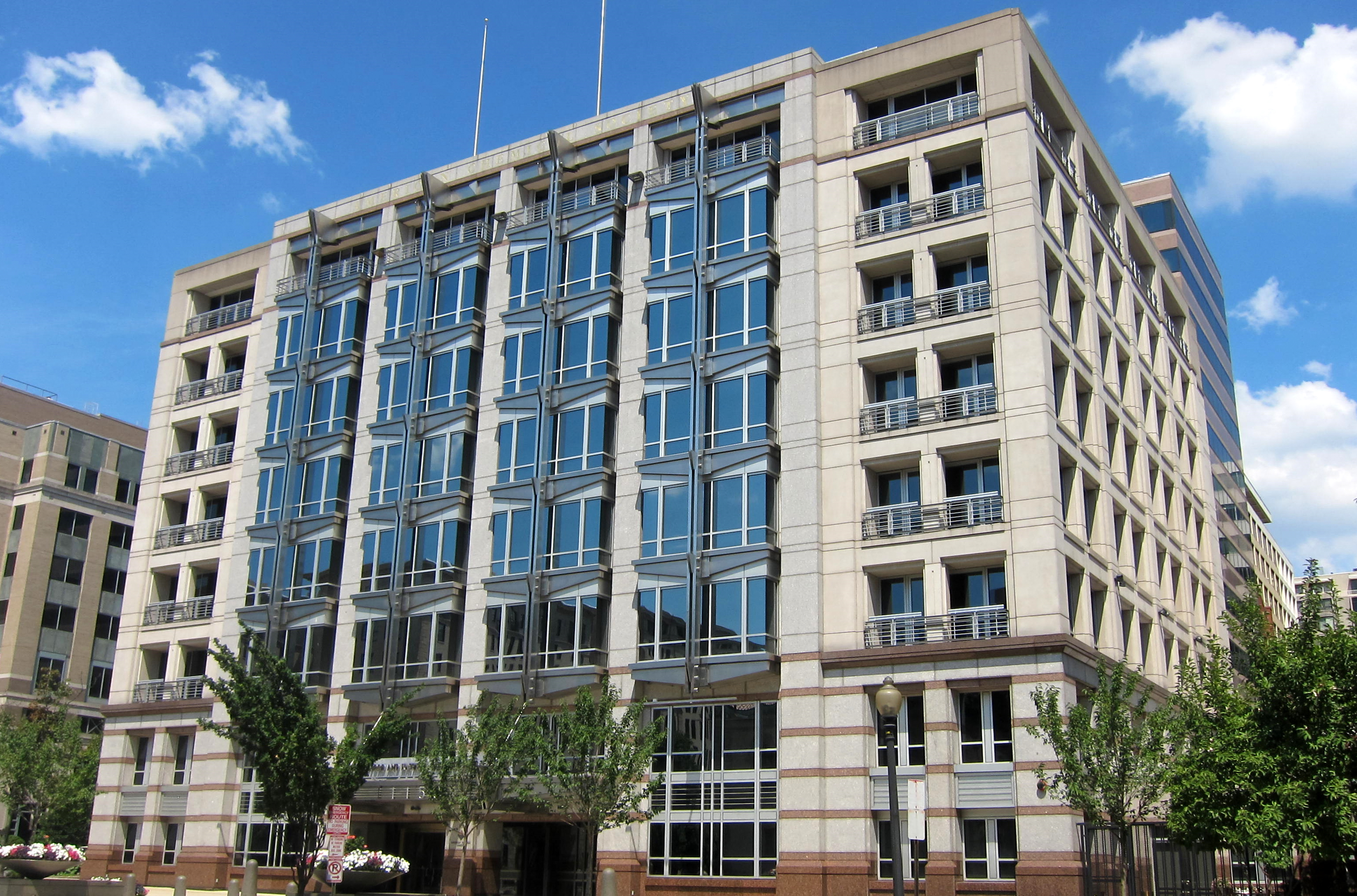
Budynek Amerykańskiego Towarzystwa Chemicznego (ACS)

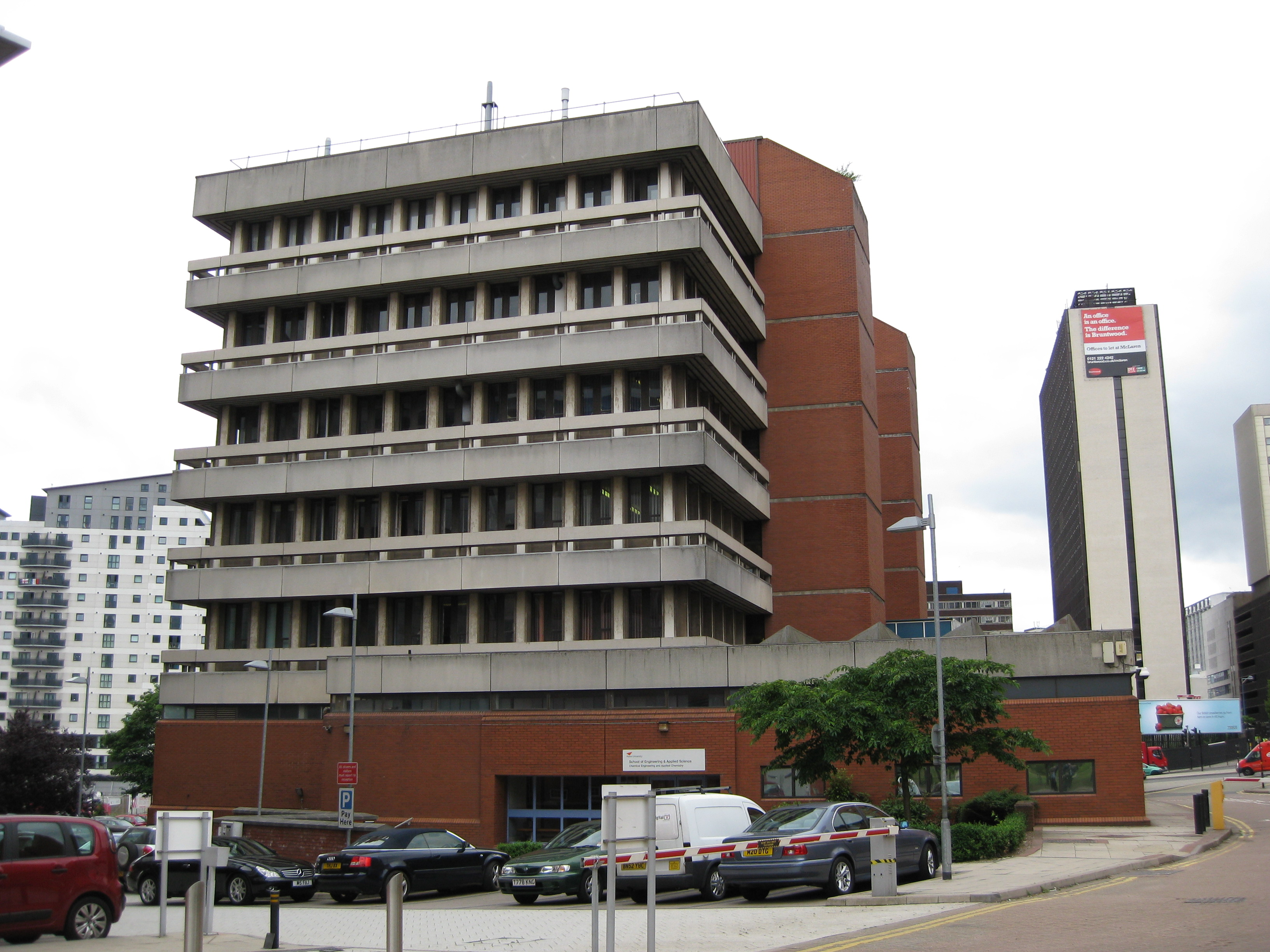
Budynek Wydziału Inżynierii Chemicznej, Aston University, Birmingham

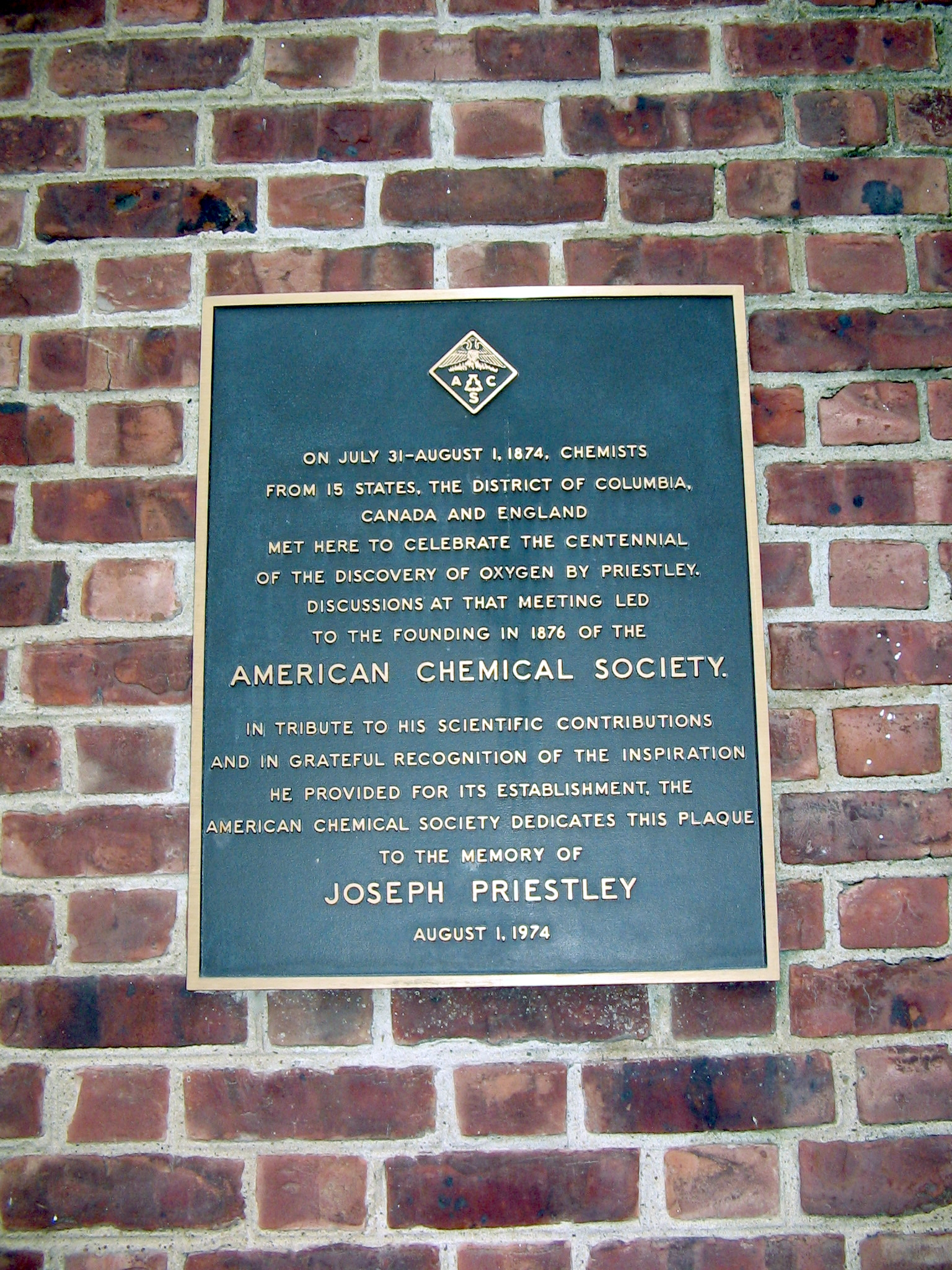
Tablica upamiętniająca stulecie Amerykańskiego Towarzystwa Chemicznego (ACS), Northumberland County, Pennsylvania

W Polsce „technologia chemiczna” i „inżynieria chemiczna” (dział inżynierii procesowej najściślej związany z technologią chemiczną) zostały wymienione w rozporządzeniu polskiego Ministra Nauki i Szkolnictwa Wyższego jako odrębne dyscypliny naukowe. Na wyższych uczelniach technicznych jest też prowadzony kierunek studiów „Inżynieria chemiczna i procesowa”, związany z zakresem badań, prowadzonych w tak nazwanych instytutach

## Stowarzyszenia i organizacje specjalistyczne
Polska
- Stowarzyszenie Inżynierów i Techników Przemysłu Chemicznego[6]
- Naczelna Organizacja Techniczna,
- Polskie Towarzystwo Chemiczne,
- Polska Izba Przemysłu Chemicznego[7][8][9]
- Instytut Inżynierii Chemicznej PAN[10],
- Polska Izba Gospodarcza Zaawansowanych Technologii[11],
- Polska Akademia Nauk (PAN), Komitet Inżynierii Chemicznej i Procesowej, Wydział IV. Nauk Technicznych

Instytucje związane z inżynierią chemiczną na świecie (Institution of Chemical Engineers, IChemE)
Afryka
- Nigerian Society of Chemical Engineers[13]
- South African Institution of Chemical Engineers (SAIChE), Afryka Południowa[14]
- Ethiopian Society of Chemical Engineers (ESChE), Etiopia[15]

Ameryka Południowa
- Argentinian Association for Chemical Engineers, Argentyna[16]
- Brazilian Association of Chemical Engineering, Brazylia[17]
- Colombian Association of Chemical Engineering, Kolumbia
- Paraguayan Association for Chemical Engineers, Paragwaj
- Association of Chemical Engineers of Uruguay, Urugwaj[18]

Ameryka Północna
- Canadian Society for Chemical Engineers, Kanada[19]
- Chemical Engineers Companies, USA[20]

– American Chemical Society (ACS)
– American Hydrogen Association (AHA)
– American Institute of Chemical Engineers (AIChE)
– Association of Energy Engineers (AEE)
– Electrochemical Society (ECS)
– National Organization for the Professional Advancement of Black Chemists and Chemical Engineers (NOBCChE)
- Mexican Insititute of Chemical Engineers (IMIQ), Meksyk[23]
- North American Catalysis Society, USA[24]

Azja
- Pakistan Institute of Chemical Engineers (PIChe), R.B Tariq Pakistan[26]
- Iranian Association of Chemical Engineering (IAChE), I.R.Iran[27]
- Indian Institute of Chemical Engineers (IIChe), Indie[28]
- Israel Institute of Chemical Engineers (IIChe), Izrael[29]
- The Society of Chemical Engineers, Japan[30]
- Chemical Engineering Society (ChES), IIT Madras, India[31]
- Chemical Engineering Alumni Association,ChEAA, Bangladesz
- Society of Chemical Engineers, GPO Box 1548, Katmandu, Nepal
- Society of Chemical Engineers BUITEMS Quetta Pakistan[32]
- Chemical Engineering Society (ChESo), UEC, Ujjain, Indie

Europa
- GEA Process Engineering France[34]
- Institution of Chemical Engineers, UK[12]
- Society for Chemical Engineering and Biotechnology (DECHEMA), Niemcy[35]

Oceania
- The Royal Australian Chemical Institute, Australia[36]
- Engineers Australia, Australia[37]

## Niektóre czasopisma specjalistyczne
- Chemical and Process Engineering[38]
- Inżynieria i Aparatura Chemiczna[39]
- Przemysł Chemiczny[40]
- Ochrona przed korozją[41]
- Chemik[42]
- Chemical Engineering Research and Design[43]
- Process Safety and Environmental Protection[44]
- Food and Bioproducts Processing[45]
- Education for Chemical Engineers[46]
- The Chemical Engineer[47]
- Loss Prevention Bulletin[48]